# Martyna Czyrniańska
Martyna Czyrniańska, född 13 oktober 2003 i Krynica-Zdrój, är en polsk volleybollspelare (spiker) som spelar för Chemik Police.

## Karriär

### Klubblag
Czyrniańska började spela volleyboll i UKS Dwójka Krynica. År 2017 började hon studera och spela volleyboll i SMS PZPS Szczyrk. Czyrniańska spelade för både juniorlaget och Elite Volley Kraków (fram till 2019) samt Energa MKS Kalisz (från 2019). Under 2020 blev hon både polsk U17- och U19-mästare med laget från Kalisz. Under säsongerna 2019/2020 och 2020/2021 spelade Czyrniańska samtidigt matcher med SMS PZPS Szczyrk i I liga (andra divisionen).
Inför säsongen 2021/2022 gick Czyrniańska till Chemik Police.

### Landslag
I april 2021 blev Czyrniańska för första gången uttagen i Polens landslag, och hon debuterade den 29 april i en match mot Tjeckien. Sammar år var Czyrniańska en del av Polens lag som slutade på 11:e plats i Nations League. Hon var även en del av Polens landslag vid EM 2021.

## Klubbar
Ungdomsklubbar
- UKS Dwójka Krynica
- SMS PZPS Szczyrk (2017–2021)
- Elite Volley Kraków (2018–2019)
- Energa MKS Kalisz (2019–2021)

Seniorklubbar
- SMS PZPS Szczyrk (2019–2021)
- Chemik Police (2021–)

## Meriter

### Klubblag
Energa MKS Kalisz
- Polska U17-mästerskapet: 2020[7]
- Polska U19-mästerskapet: 2020[6]

### Individuellt
- 2020 – Polska U17-mästerskapet: Bästa högerspiker[7]
- 2020 – Polska U19-mästerskapet: MVP i finalen[6]